# آنجلا لنسبوری
دیم آنجلا بریجیت لنسبوری (به انگلیسی: Dame Angela Brigid Lansbury؛ ۱۶ اکتبر ۱۹۲۵ – ۱۱ اکتبر ۲۰۲۲) بازیگر اهل انگلستان بود.

## گزیده فیلم‌شناسی
از فیلم‌ها یا برنامه‌های تلویزیونی که وی در آن نقش داشته‌است می‌توان به آثار زیر اشاره کرد.
- چراغ گاز (۱۹۴۴)
- ولوت ملی (۱۹۴۴)
- تصویر دوریان گری (۱۹۴۵)
- تا زمانی که ابرها کنار بروند (۱۹۴۶)
- وضعیت کشور (۱۹۴۸)
- سه تفنگدار (۱۹۴۸)
- دانوب سرخ (۱۹۴۹)
- سامسون و دلیله (۱۹۴۹)
- تابستان گرم و طولانی (۱۹۵۸)
- تازه‌کار بی‌رغبت (۱۹۵۸)
- یک دم رسوایی (۱۹۶۰)
- چهار سوار سرنوشت (۱۹۶۲)
- همه سقوط می‌کنند (۱۹۶۲)
- کاندیدای منچوری (۱۹۶۲)
- هارلو (۱۹۶۵)
- تختخواب سحرآمیز (۱۹۷۱)
- مرگ بر روی نیل (۱۹۷۸)
- خشم فرشتگان (۱۹۸۰)
- آینه ترک برداشته (۱۹۸۰)
- آخرین تک‌شاخ (۱۹۸۲)
- دیو و دلبر (۱۹۹۱)
- دیو و دلبر: کریسمس سحرانگیز (۱۹۹۷)
- آناستازیا (۱۹۹۷)
- فانتازیا ۲۰۰۰ (۱۹۹۹)
- ننی مک‌فی (۲۰۰۵)
- پنگوئن‌های آقای پاپر (۲۰۱۱)
- گرینچ (فیلم) (۲۰۱۸)
- بازگشت مری پاپینز (۲۰۱۸)
- دکمه‌ها (۲۰۱۹)

|  |  |  |

## جوایز و افتخارات
وی برنده ۶ جایزه گلدن گلوب است و نخستین بار در سومین مراسم گلدن گلوب در سال ۱۹۴۵ برنده بهترین بازیگر زن در نقش مکمل می‌شود و دومین بار در بیستمین مراسم گلدن گلوب برنده می‌شود.
آنجلا لنسبوری چهار بار توانسته‌است برای مجموعه تلویزیونی قتل برنده جایزه گلدن گلوب شود. او نخستین بار در سال ۱۹۸۴ برای بازی در مجموعه تلویزیونی قتل برنده شد سپس در سال‌های ۱۹۸۶ و ۱۹۸۹ و ۱۹۹۱ نیز این عنوان را تکرار کرد و برنده بهترین بازیگر نقش اول زن در یک سریال تلویزیونی - درام شد.
وی ۹ بار پیاپی از سال ۱۹۸۴ میلادی تا ۱۹۹۲ میلادی برای بازی در مجموعه تلویزیونی قتل کاندیدای دریافت گلدن گلوب شد وی یک بار دیگر و برای ۱۰مین بار در سال ۱۹۹۴ نیز کاندیدای دریافت گلدن گلوب برای سریال «قتل» شد. وی متولد ۲۴ مهر ۱۳۰۴ خورشیدی بود.

## جوایز گلدن گلوب

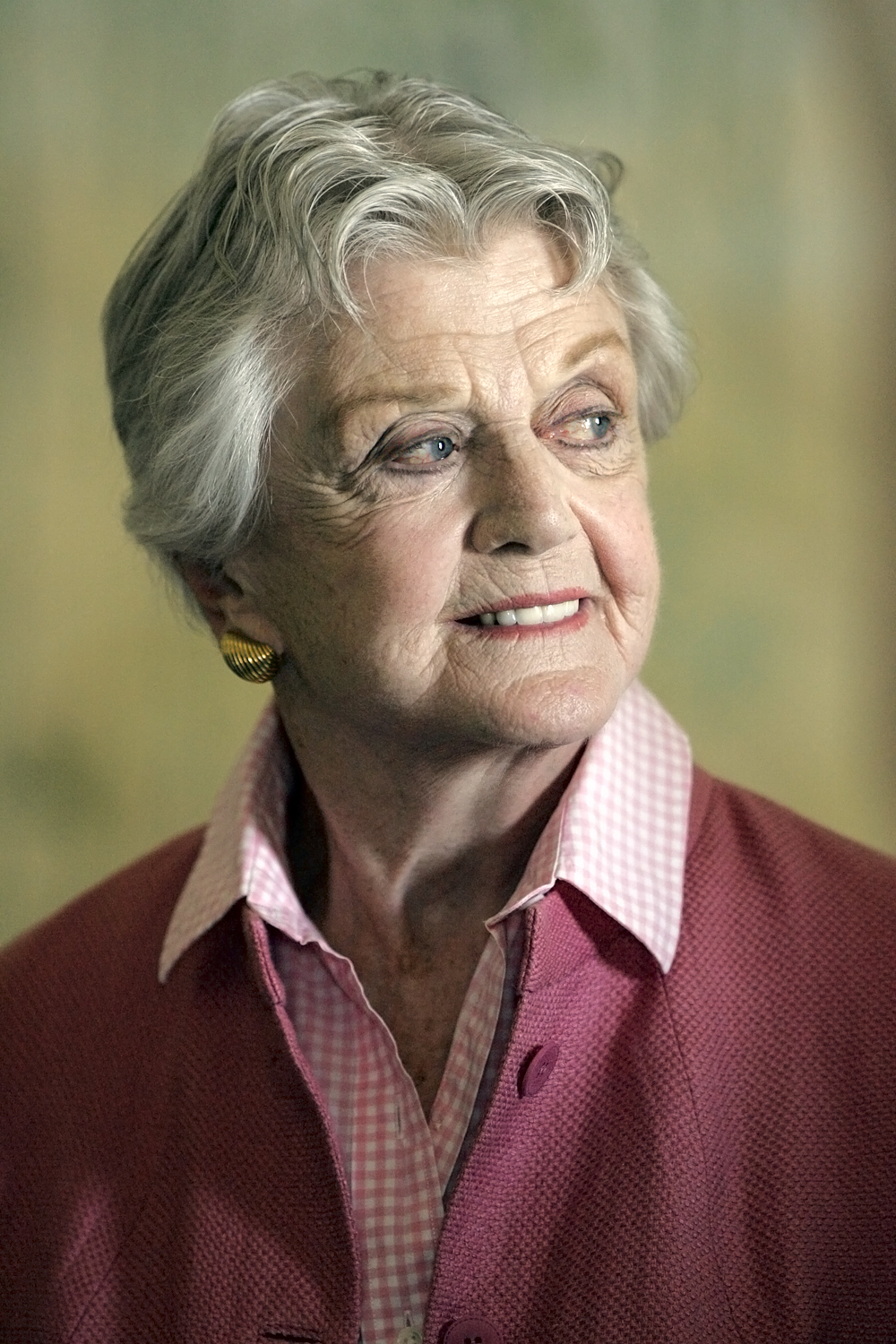

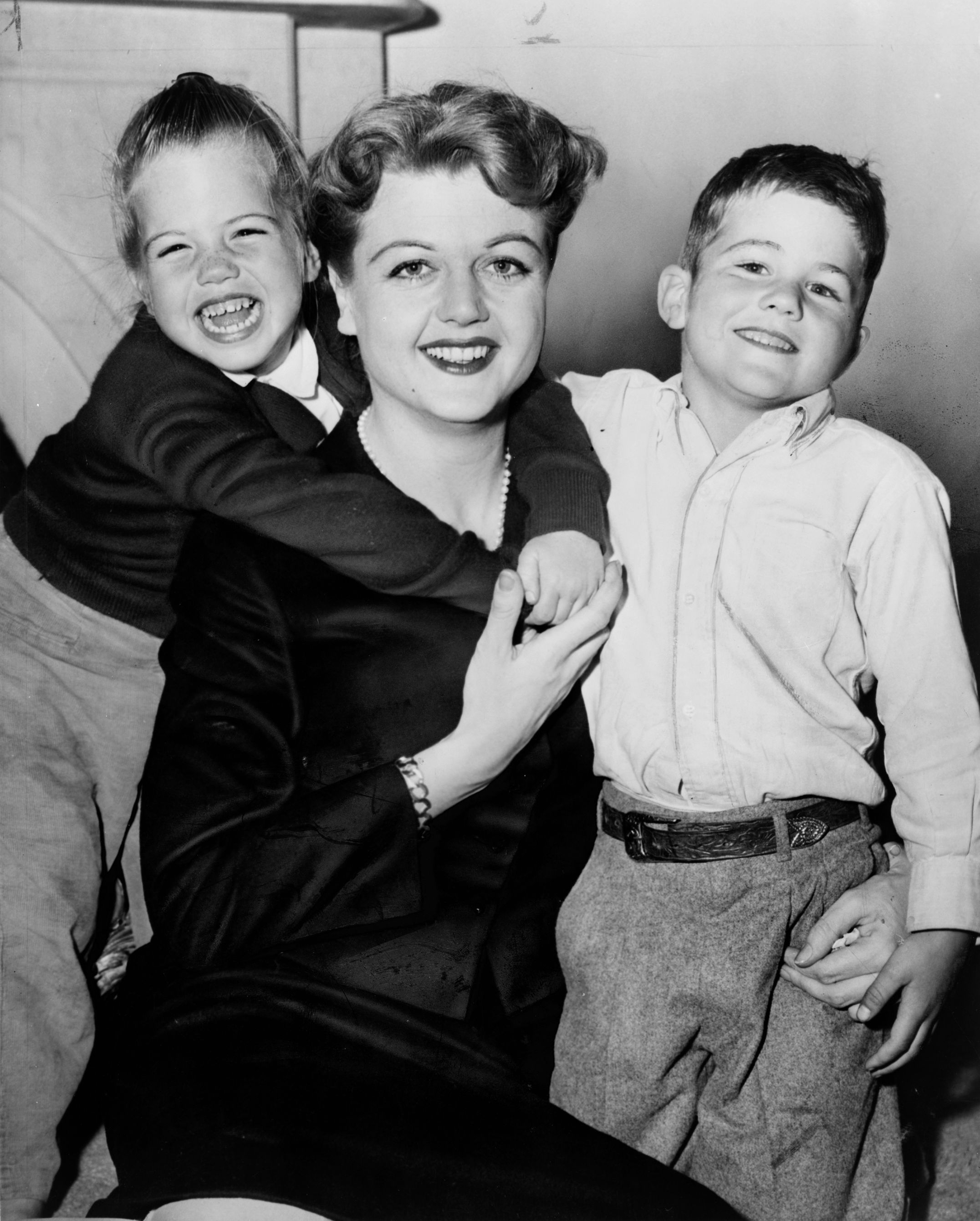
با کودکانش ۱۹۵۷

- کاندیدای بهترین بازیگر نقش اول زن در یک مینی سریال یا فیلم ساخته شده برای تلویزیون در سال ۱۹۸۳
- کاندیدای بهترین بازیگر زن فیلم کمدی یا موزیکال در سال ۱۹۷۰
- کاندیدای بهترین بازیگر زن فیلم کمدی یا موزیکال در سال ۱۹۷۱
- کاندیدای بهترین بازیگر نقش اول زن در یک سریال تلویزیونی - درام در سال ۱۹۸۵ - مجموعه تلویزیونی او نوشت: قتل
- کاندیدای بهترین بازیگر نقش اول زن در یک سریال تلویزیونی - درام در سال ۱۹۸۷ - مجموعه تلویزیونی او نوشت: قتل
- کاندیدای بهترین بازیگر نقش اول زن در یک سریال تلویزیونی - درام در سال ۱۹۸۸ - مجموعه تلویزیونی او نوشت: قتل
- کاندیدای بهترین بازیگر نقش اول زن در یک سریال تلویزیونی - درام در سال ۱۹۹۰ - مجموعه تلویزیونی او نوشت: قتل
- کاندیدای بهترین بازیگر نقش اول زن در یک سریال تلویزیونی - درام در سال ۱۹۹۲ - مجموعه تلویزیونی او نوشت: قتل
- کاندیدای بهترین بازیگر نقش اول زن در یک سریال تلویزیونی - درام در سال ۱۹۹۴ - مجموعه تلویزیونی او نوشت: قتل
- برنده بهترین بازیگر نقش اول زن در یک سریال تلویزیونی - درام در سال ۱۹۸۴ - مجموعه تلویزیونی او نوشت: قتل
- برنده بهترین بازیگر نقش اول زن در یک سریال تلویزیونی - درام در سال ۱۹۸۶ - مجموعه تلویزیونی او نوشت: قتل
- برنده بهترین بازیگر نقش اول زن در یک سریال تلویزیونی - درام در سال ۱۹۸۹ - مجموعه تلویزیونی او نوشت: قتل
- برنده بهترین بازیگر نقش اول زن در یک سریال تلویزیونی - درام در سال ۱۹۹۱ - مجموعه تلویزیونی او نوشت: قتل
- برنده بهترین بازیگر برنده بهترین بازیگر زن در نقش مکمل در سال ۱۹۴۵
- برنده بهترین بازیگر برنده بهترین بازیگر زن در نقش مکمل در سال ۱۹۶۲
- برنده بهترین بازیگر نقش مکمل زن فیلم درام - سومین دوره در سال ۱۹۴۵